# Piz Nair (Oberalp)
De Piz Nair is een 3059 meter hoge berg in de Glaner Alpen in Zwitserland. De berg ligt ten noorden van dal van de Voor-Rijn en ten oosten van het Reussdal. Over de top van de berg loopt de grens tussen de kantons Uri en Graubünden.
De bergtop maakt deel uit van de bergketen die loopt vanaf de Piz Giuv in het westen tot de Oberalpstock in het oosten. Vanaf de berg lopen drie kortere bergketens naar het zuiden, die vier dalen, Val Strem, Val Milà, Val Giuv en Val Val, van elkaar scheiden. Ten noorden ligt het Maderanerdal, vanwaaruit de Etzlihut in het gelijknamige Etzlidal bereikt kan worden.

## Eerste beklimming
De Piz Nair werd voor het eerst beklommen in 1865 door Ambros Zgraggen en F. Zahn over de noordwestgraat. Vijf minuten later bereikte de gids Josef Maria Tresch-Exer met zijn broer Johann Josef Tresch en de Engelsen Thompson, Mansell und Sowerby over de noordgraat de top van de berg.

## Naam
Een vroegere schrijfwijze die gebruikt werd was Pir Ner, door de lokale bewoners werd de berg echter ook wel Crispalt genoemd. Een andere aanduiding van Placidus a Spescha (1752–1833) is Vorder Wichel.